# Chute de Plered
La chute de Plered (parfois orthographié Pleret) est la prise de la capitale du sultanat de Mataram par les forces rebelles du prince madurais Trunajaya à la fin du mois de juin 1677. L'attaque de Plered suit une série de victoires rebelles, notamment à la bataille de Gegodog, et la capture de la majeure partie de la côte nord du Mataram.
Le roi Amangkurat Ier, âgé et malade, et ses fils n'opposent qu'une résistance inefficace et les rebelles prennent la capitale autour du 28 juin. Cette dernière est pillée et ses richesses emmenées à la capitale rebelle Kediri. La perte de la capitale entraîne l'effondrement du gouvernement de Mataram et la fuite de la famille royale. Escortés d'une petite force militaire, le roi et le prince héritier fuient à Tegal, où le premier meurt. Le prince héritier, maintenant Amangkurat II, lui succède sans armée ni trésor.

## Contexte

### Progrès de la révolte de Trunajaya
La révolte de Trunajaya débute en 1674 par des raids des forces rebelles contre les villes du sultanat de Mataram. En 1676, une armée rebelle de 9 000 hommes envahit la partie orientale de Java depuis leur base de Madura et prennent Surabaya, la principale ville de la région, peu après. Le roi de Mataram Amangkurat Ier envoie une importante armée dirigée par le prince héritier (plus tard Amangkurat II) pour mettre fin à la rébellion, mais elle est écrasée le 13 octobre à la bataille de Gegodog au nord-est de Java. Les rebelles prennent ensuite contrôle de la côte nord de Java et mènent campagne dans l'intérieur des terres au centre et à l'est de l'île,. La même année, les rebelles atteignent Taji, la porte orientale de la région de la capitale, où ils sont rejoints par les hommes de raden Kajoran, le puissant beau-père de Trunajaya. Les forces rebelles conjointes sont battues par les forces loyalistes conduites par les princes royaux du Mataram, mais Kajoran parvient à s'échapper et se joint à Trunajaya. Malgré sa défaite, Kajoran continue à semer le trouble dans les régions à l'est de la capitale.
Au début de l'année 1677, la Compagnie néerlandaise des Indes orientales (VOC) à Batavia décide de s'allier au Mataram. Une flotte commandée par Cornelis Speelman (en) fait voile sur la capitale de Trunajaya, Surabaya sur la côte nord-est de Java, en avril, et prend la ville en mai. À la suite de cette défaite, Trunajaya se retire dans les terres et établit sa nouvelle capitale à Kediri.

### La cour à Plered
Le père et prédécesseur d'Amangkurat Ier, le sultan Agung construit un lac artificiel dans une région qui devint connue sous le nom de Plered, à l'est de sa cour à Karta (en). En 1647, peu après son accession au trône, Amagkurat construit sa résidence royale près du lac et y déménage sa cour,. Contrairement au palais de Karta, fait de bois, le complexe royal de Plered est construit en brique. Amangkurat continue à étendre ce complexe jusqu'en 1666.

## Forces en présence
D'après Jacob Couper, un émissaire de la VOC au Mataram, l'autorité du roi Amangkurat Ier est, en mars 1677, clairement en train de s'effondrer. Le roi est malade et ses quatre fils ainés, le prince héritier (plus tard Amangkurat II), pangeran Puger (plus tard Pakubuwono Ier), pangeran Martasana et pangeran Singasari intriguent pour le pouvoir. Les gardes royaux ainsi que les gardes princiers sont disponibles pour défendre la capitale, mais la désunion des quatre princes prévient l'organisation d'une défense efficace,.
Les forces rebelles dans ce secteur sont composées de troupes maduraises ainsi que des forces javanaises venues de l'est et de la côte nord de l'île. Elles sont dirigées par raden Kajoran, le chef d'une importante et puissante famille de la région (Kajoran est aujourd'hui dans le kabupaten de Magelang). La famille Kajoran a des liens dynastiques avec la famille royale mais s'inquiète de la brutalité du roi, cette dernière ayant entraîné la mort de nombreux nobles à la cour. Raden Kajoran est également le beau-père de Trunajaya. Les forces de pangeran Purbaya (id), le cousin du roi, se joignent également aux rebelles. Le prince héritier identifiera plus tard les hommes ayant pris le Mataram comme venant de Madiun, de Pati (en), de Kudus (en) et de Grobogan en plus des hommes de Kajoran et de Purbaya.

## Prise de Plered
Kajoran reprend les opérations militaires dans la région de la capitale en avril 1677. Le détail de ces opérations n'est pas clair, mais en juin, les forces royales sous le commandement des quatre fils ainés du roi Amangkurat, le prince héritier (plus tard Amangkurat II), pangeran Puger (plus tard Pakubuwono Ier), pangeran Martasana et pangeran Singasari, sont battues après d'intenses combats. Le roi lui-même, âgé et gravement malade, n'est pas capable de mener ses troupes,. L'efficacité des opérations rebelles et le manque d'unité des princes contribuent à la victoire des rebelles. En addition, le cousin du roi, pangeran Purbaya rejoint les rebelles avec ses troupes, et les princes loyaux demeurent incapables de rallier leurs sujets pour combattre,.
La capitale est à ce stade indéfendable. Un conflit éclate entre le prince héritier et son frère pangeran Puger qui se voit chargé par le roi de la défense de la capitale, lui octroyant le titre Susuhunan Ingalaga (« roi du champ de bataille »).
Au milieu de l'anarchie et de la panique, le roi fuit la cour au milieu de la nuit, possiblement le ou autour du 28 juin avec une petite suite,. Peu après, les forces rebelles entrent à la cour et la pillent. Les défenseurs démoralisés sous le commandement de Puger fuient à leur tour rapidement. Les rebelles entrent et pillent le complexe du roi et ceux des princes absents, et y mettent le feu. Le trésor royal d'au moins 300 000 reales espagnols est saisi par les rebelles,.

## Fuite et mort d'AmangkuratIer
Les sources ne s'accordent pas sur les détails de la fuite de la famille royale. Pour l'historien néerlandais H. J. de Graaf (en), le roi et ses fils fuient séparément. Lors de sa fuite, il rencontre Puger et Singasari qui refusent de le suivre, puis le prince héritier qui lui le rejoint. Selon des récits javanais, le roi charge Puger, Singasari et Martasana de former une nouvelle défense à l'ouest de la capitale pendant qu'il emmène le prince héritier et un plus jeune fils pangeran Arya Mataram vers le nord-ouest. Le roi voyage ainsi à travers des territoires qui ne sont pas encore sous contrôle rebelle : d'abord vers l'ouest via Bagelen (nl), puis dans la région montagneuse de Banyumas, puis au nord vers Tegal sur la côte. À cause de sa maladie, le roi voyage en palanquin sans encombre (d'après les récits javanais), excepté une tentative de vol par les villageois de Karanganyar (en), inconscients de son identité.

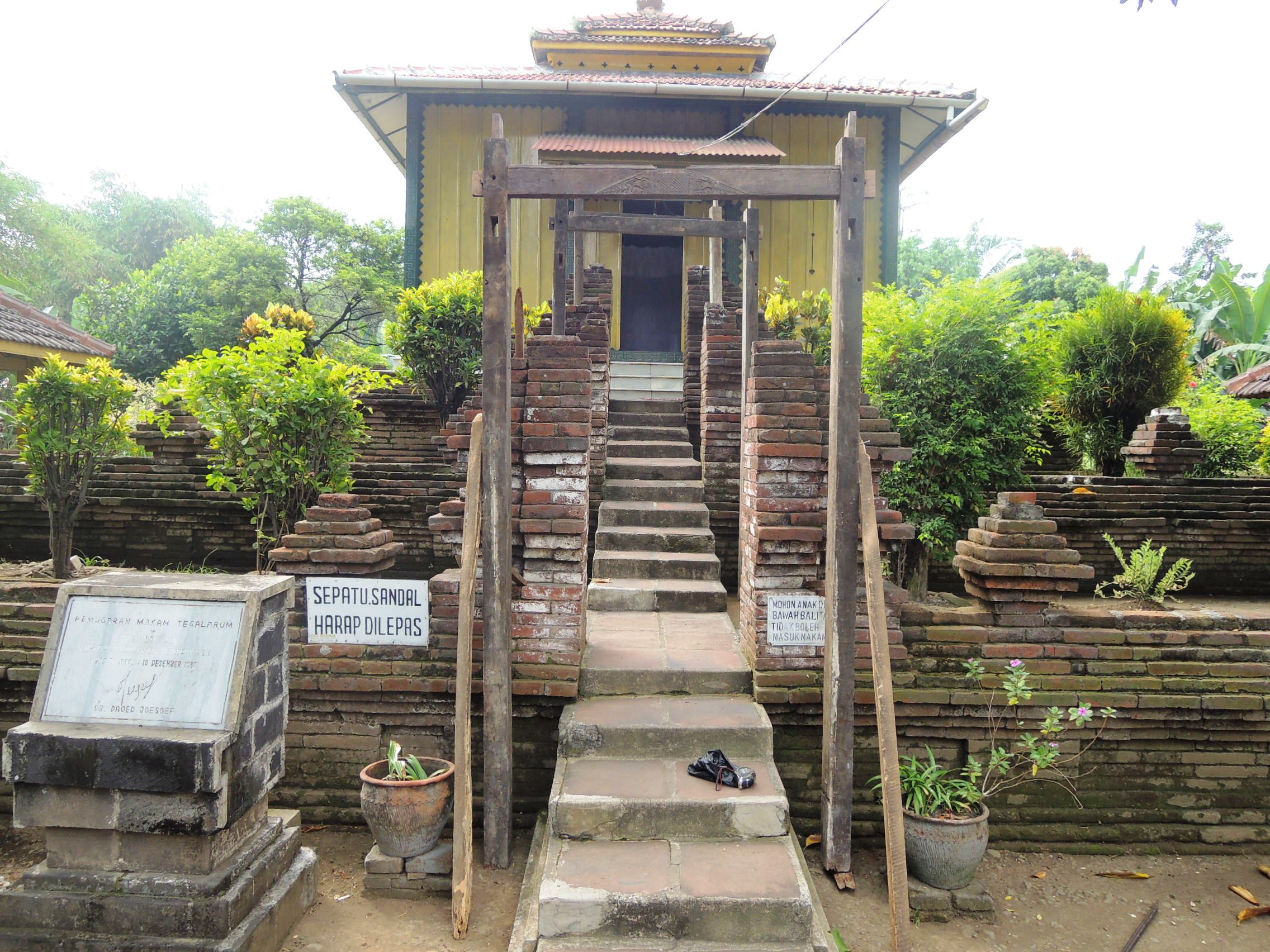
Tombe d'Amangkurat Ier au Complexe Tegal Arum, Kabupaten de Tegal, Java central.

D'après de Graaf, le roi se rend à Tegal pour rencontrer un représentant de la VOC sur un navire mais meurt en chemin. D'après les récits javanais, le roi, âgé et malade, certain de sa mort imminente, se rend à Tegal car il souhaite y être enterré.. Tegal se trouve en effet dans la région d'origine de sa mère ; il envoie par ailleurs des émissaires en avant pour lui édifier une tombe à Tegalwangi (aujourd'hui dans le kabupaten de Tegal), quelques kilomètres au sud de la côte,. Sur son lit de mort, il transmet les regalia au prince héritier, et lui conseille de reprendre la cour avec l'aide des Néerlandais,. Après sa mort, son corps est nettoyé, veillé puis emmené au site funéraire à Tegalwangi. Son enterrement a lieu le 13 juillet ; treize soldats de la VOC du navire mouillant au large de Tegal sont présents lors de l'enterrement. On donne au roi le nom posthume Seda-ing-Tegalwangi (« Celui qui est mort à Tegalwangi »).

## Conséquences

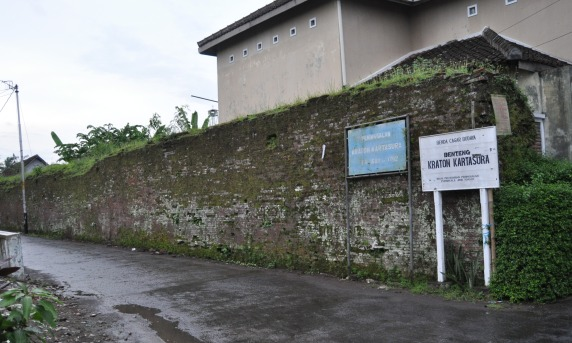
Ruines de la nouvelle capitale du sultanat de Mataram, Kartasura. Amangkurat II fait construire la ville et y établit sa capitale à la suite de la chute de Plered.

Après la mort de son père, le prince héritier devient le roi Amangkurat II, mais ne dispose ni d'une cour, ni d'armée, ni de trésor. Il est reconnu par la noblesse javanais et les représentants de la VOC à Tegal, mais ne parvient pas à établir son autorité ailleurs à Java ; ainsi par exemple, le gouverneur de Cirebon, vassal de Mataram depuis 1660, refuse de lui rendre hommage. Son frère, pangeran Puger occupe la capitale après le départ des rebelles et prétend lui aussi au trône. Conscient de sa délicate situation, le nouveau roi se rend à Jepara pour rencontrer le commandant de la VOC Speelman et renouveler l'alliance entre le Mataram et la VOC. Pour obtenir l'aide des Néerlandais, il doit promettre à la compagnie une importante somme d'argent et ainsi que des concessions géopolitiques. La révolte de Trunajaya continue jusqu'en 1680 et la prétention de Puger au trône jusqu'en 1681. Incapable de prendre Plered des mains de son frère, Amangkurat II construit en 1680 une nouvelle capitale dans la région de Pajang, qu'il baptise Kartasura.